# Eleição municipal de São Bernardo do Campo em 2016
A eleição municipal da cidade brasileira de São Bernardo do Campo ocorreu em 2 de outubro de 2016 para eleger um prefeito, um vice-prefeito e 28 vereadores para a administração da cidade. O prefeito titular é Luiz Marinho, do Partido dos Trabalhadores (PT), partido na qual optou pela escolha de Tarcisio Secoli para sucedê-lo porém sem sucesso. A eleição foi decidida em um segundo turno entre Orlando Morando e Alex Manente que já haviam se enfrentado em eleições passadas, com valor próximo dos 60% dos votos validos o candidato tucano foi eleito o novo prefeito.
Esta foi a 17º eleição direta para o comando da prefeitura na história da cidade, que visou eleger o 31º prefeito desde a criação do município antigo em 1889; o 18º desde a emancipação em 1944; e o 15º por sufrágio universal.

## Regras
No decorrer do ano de 2015, o Congresso Nacional aprovou uma reforma política, que fez consideráveis alterações na legislação eleitoral. O período oficial das campanhas eleitorais foi reduzido para 45 dias, com início em 16 de agosto, o que configurou em uma diminuição pela metade do tempo vigente até 2012. O horário político também foi reduzido, passando de 45 para 35 dias, com início em 26 de agosto. As empresas passaram a ser proibidas de financiarem campanhas, o que só poderá ser feito por pessoas físicas.
A Constituição estabeleceu uma série de requisitos para os candidatos a cargos públicos eletivos. Entre eles está a idade mínima de 21 anos para candidatos ao Executivo e 18 anos ao Legislativo, nacionalidade brasileira, pleno exercício dos direitos políticos, pelo menos um ano de domicílio eleitoral na cidade onde pretende candidatar-se, alfabetização e filiação partidária até o dia 2 de abril de 2016.
Como São Bernardo do Campo não possui emissoras próprias de televisão, a propaganda eleitoral gratuita foi veiculada somente pelo rádio, iniciando em 26 de agosto e terminando em 29 de setembro. Segundo a lei eleitoral em vigor, nos municípios com mais de 200 mil eleitores, caso o candidato mais votado receber menos de 50% +1 dos votos, é estabelecido o sistema de dois turnos; o que ocorreu neste pleito entre Orlando Morando e Alex Manente.

## Candidatos
Seis candidatos confirmaram suas candidaturas pela disputa do poder executivo da cidade: Orlando Morando pelo PSDB, Prof.Aldo Santos pelo PSOL, Alex Manente pelo PPS, Cesar Raya pelo PSTU, Tarcisio Secoli pelo PT e Tunico Vieira pelo PMDB.
| Candidato(a) a prefeito(a) | Candidato(a) a prefeito(a) | Candidato(a) a prefeito(a) | Candidato(a) a vice prefeito(a) | Candidato(a) a vice prefeito(a) | Candidato(a) a vice prefeito(a) | Coligação |
| -------------------------- | -------------------------- | -------------------------- | ------------------------------- | ------------------------------- | ------------------------------- | --- |
| 13                         |                            | Tarcisio Secoli (PT)       |                                 |                                 | Ramiro Neves (PSD)              | Pra São Bernardo seguir mudando Partido dos Trabalhadores (PT) Partido Social Democrático (PSD) Partido Comunista do Brasil (PCdoB) Partido Democrático Trabalhista (PDT) Partido Progressista (PP) Partido da República (PR) Partido Republicano da Ordem Social (PROS) Partido Social Democrata Cristão (PSDC) Partido Social Liberal (PSL) Partido Trabalhista do Brasil (PTdoB) Partido Trabalhista Cristão (PTC) Partido Trabalhista Nacional (PTN) |
| 15                         |                            | Tunico Vieira (PMDB)       |                                 |                                 | Bruno Gabriel (PMDB)            | Sem coligação |
| 16                         |                            | Cesar Raya (PSTU)          |                                 |                                 | Prof. Lucas (PSTU)              | Sem coligação |
| 23                         |                            | Alex Manente (PPS)         |                                 |                                 | Admir Ferro (PTB)               | Avança São Bernardo Partido Popular Socialista (PPS) Partido Trabalhista Brasileiro (PTB) Partido Socialista Brasileiro (PSB) Democratas (DEM) Partido da Mobilização Nacional (PMN) Partido Pátria Livre (PPL) Partido Republicano Brasileiro (PRB) Partido Verde (PV) |
| 45                         |                            | Orlando Morando (PSDB)     |                                 |                                 | Marcelo Lima (SD)               | São Bernardo de novas oportunidades Partido da Social Democracia Brasileira (PSDB) Solidariedade (SD) Rede Sustentabilidade (REDE) Partido Ecológico Nacional (PEN) Partido Humanista da Solidariedade (PHS) Partido da Mulher Brasileira (PMB) Partido Republicano Progressista (PRP) Partido Renovador Trabalhista Brasileiro (PRTB) Partido Social Cristão (PSC)                                                                                      |
| 50                         |                            | Prof. Aldo Saltos (PSOL)   |                                 |                                 | Prof. Fagundes (PSOL)           | Sem coligação |

## Resultados

### Prefeito - 1º Turno
Resultado do 1º turno da eleição para prefeito, por colocação.
| 1º Turno 2 de outubro de 2016 | 1º Turno 2 de outubro de 2016 | 1º Turno 2 de outubro de 2016 | 1º Turno 2 de outubro de 2016 |
| Candidato(a)                  | Vice                          | Votação                       | Votação                       |
| Candidato(a)                  | Vice                          | Porcentagem                   | Total                         |
| ----------------------------- | ----------------------------- | ----------------------------- | ----------------------------- |
| Orlando Morando (PSDB)        | Marcelo Lima (Solidariedade)  | 45,07%                        | 169.310                       |
| Alex Manente (PPS)            | Admir Ferro (PTB)             | 28,41%                        | 106.726                       |
| Tarcisio Secoli (PT)          | Ramiro Meves (PSD)            | 22,57%                        | 84.768                        |
| Tunico Vieira (PMDB)          | Bruno Gabriel (PMDB)          | 1,88%                         | 7.046                         |
| Prof. Aldo Santos (PSOL)      | Prof. Fagundes (PSOL)         | 1,86%                         | 6.972                         |
| Cesar Raya (PSTU)             | Prof. Lucas (PSTU)            | 0,22%                         | 815                           |
| Total de votos válidos        | Total de votos válidos        | 76,79%                        | 375.637                       |
| Votos em branco               | Votos em branco               | 6,48%                         | 31.717                        |
| Votos nulos                   | Votos nulos                   | 16,73%                        | 81.842                        |
| Votos apurados                | Votos apurados                | 79,96%                        | 489.196                       |
| Abstenções                    | Abstenções                    | 20,04%                        | 122.581                       |
| Total de eleitores            | Total de eleitores            | 100,00%                       | 611.777                       |

| Partido | Partido | Candidato         | Votos   | Votos (%) |
| ------- | ------- | ----------------- | ------- | --------- |
|         | PSDB    | Orlando Morando   | 169 310 | 45,07%    |
|         | PPS     | Alex Manente      | 106 726 | 28,41%    |
|         | PT      | Tarcisio Secoli   | 84 768  | 22,57%    |
|         | PMDB    | Tunico Vieira     | 7 046   | 1,88%     |
|         | PSOL    | Prof. Aldo Santos | 6 972   | 1,86%     |
|         | PSTU    | Cesar Raya        | 815     | 0,22%     |
| Totais  | Totais  | Totais            | 375 637 |           |

### Prefeito - 2º Turno
Resultado final da eleição municipal.
| 2º Turno 30 de outubro de 2016 | 2º Turno 30 de outubro de 2016 | 2º Turno 30 de outubro de 2016 | 2º Turno 30 de outubro de 2016 |
| Candidato(a)                   | Vice                           | Votação                        | Votação                        |
| Candidato(a)                   | Vice                           | Porcentagem                    | Total                          |
| ------------------------------ | ------------------------------ | ------------------------------ | ------------------------------ |
| Orlando Morando (PSDB)         | Marcelo Lima (SD)              | 59,94%                         | 213.661                        |
| Alex Manente (PPS)             | Admir Ferro (PTB)              | 40,06%                         | 142.817                        |
| Total de votos válidos         | Total de votos válidos         | 76,95%                         | 356.478                        |
| Votos em branco                | Votos em branco                | 5,35%                          | 24.766                         |
| Votos nulos                    | Votos nulos                    | 17,70%                         | 82.020                         |
| Votos apurados                 | Votos apurados                 | 75,72%                         | 463.264                        |
| Abstenções                     | Abstenções                     | 24,28%                         | 148.513                        |
| Total de eleitores             | Total de eleitores             | 100,00%                        | 611.777                        |

| Partido | Partido | Candidato       | Votos   | Votos (%) |
| ------- | ------- | --------------- | ------- | --------- |
|         | PSDB    | Orlando Morando | 213 661 | 59,94%    |
|         | PPS     | Alex Manente    | 142 817 | 40,06%    |
| Totais  | Totais  | Totais          | 356 478 |           |

### Vereadores
|                       |         |             |         |  |  |  |
| Candidato(a)          | Partido | Votação     | Votação |  |  |  |
| Candidato(a)          | Partido | Porcentagem | Total   |  |  |  |
| Pery Cartola          | PSDB    | 1,93%       | 7.540   |  |  |  |
| Julinho Fuzari        | PSD     | 1,86%       | 7.252   |  |  |  |
| Gordo da Adega        | PCdoB   | 1,63%       | 6.335   |  |  |  |
| Minami                | PSDB    | 1,34%       | 5.220   |  |  |  |
| Bispo João Batista    | PRB     | 1,22%       | 4.766   |  |  |  |
| Estevão Camolesi      | PPS     | 1,18%       | 4.598   |  |  |  |
| Ramon Ramos           | PDT     | 1,06%       | 4.149   |  |  |  |
| Rafael Demarchi       | PRB     | 1,06%       | 4.125   |  |  |  |
| Tião Mateus           | PT      | 1,06%       | 4.119   |  |  |  |
| Ana Nice              | PT      | 1,05%       | 4.090   |  |  |  |
| Dr. Manuel            | PPS     | 1,04%       | 4.067   |  |  |  |
| Reginaldo Burguês     | PSD     | 0,99%       | 3.853   |  |  |  |
| Alex Mognon           | PSDB    | 0,88%       | 3.426   |  |  |  |
| Juarez Tudo Azul      | PSDB    | 0,87%       | 3.381   |  |  |  |
| Indio                 | PR      | 0,85%       | 3.311   |  |  |  |
| Eliezer Mendes        | PTN     | 0,81%       | 3.168   |  |  |  |
| Pastor Zezinho Soares | PSDB    | 0,78%       | 3.028   |  |  |  |
| Ferrarezi             | PT      | 0,77%       | 3.016   |  |  |  |
| Dr. Mario de Abreu    | PSDB    | 0,77%       | 3.014   |  |  |  |
| Jorge Araujo          | PHS     | 0,77%       | 2.991   |  |  |  |
| Toninho Tavares       | PSDB    | 0,75%       | 2.905   |  |  |  |
| Toninho da Lanchonete | PT      | 0,74%       | 2.887   |  |  |  |
| Ivan Silva            | SD      | 0,74%       | 2.883   |  |  |  |
| Joilson Santos        | PT      | 0,70%       | 2.740   |  |  |  |
| Mauro Miaguti         | DEM     | 0,68%       | 2.653   |  |  |  |
| Martins Martins       | PHS     | 0,64%       | 2.486   |  |  |  |
| Aurélio               | PTB     | 0,57%       | 2.226   |  |  |  |
| Fran Silva            | SD      | 0,54%       | 2.111   |  |  |  |